# Henryk Borucki

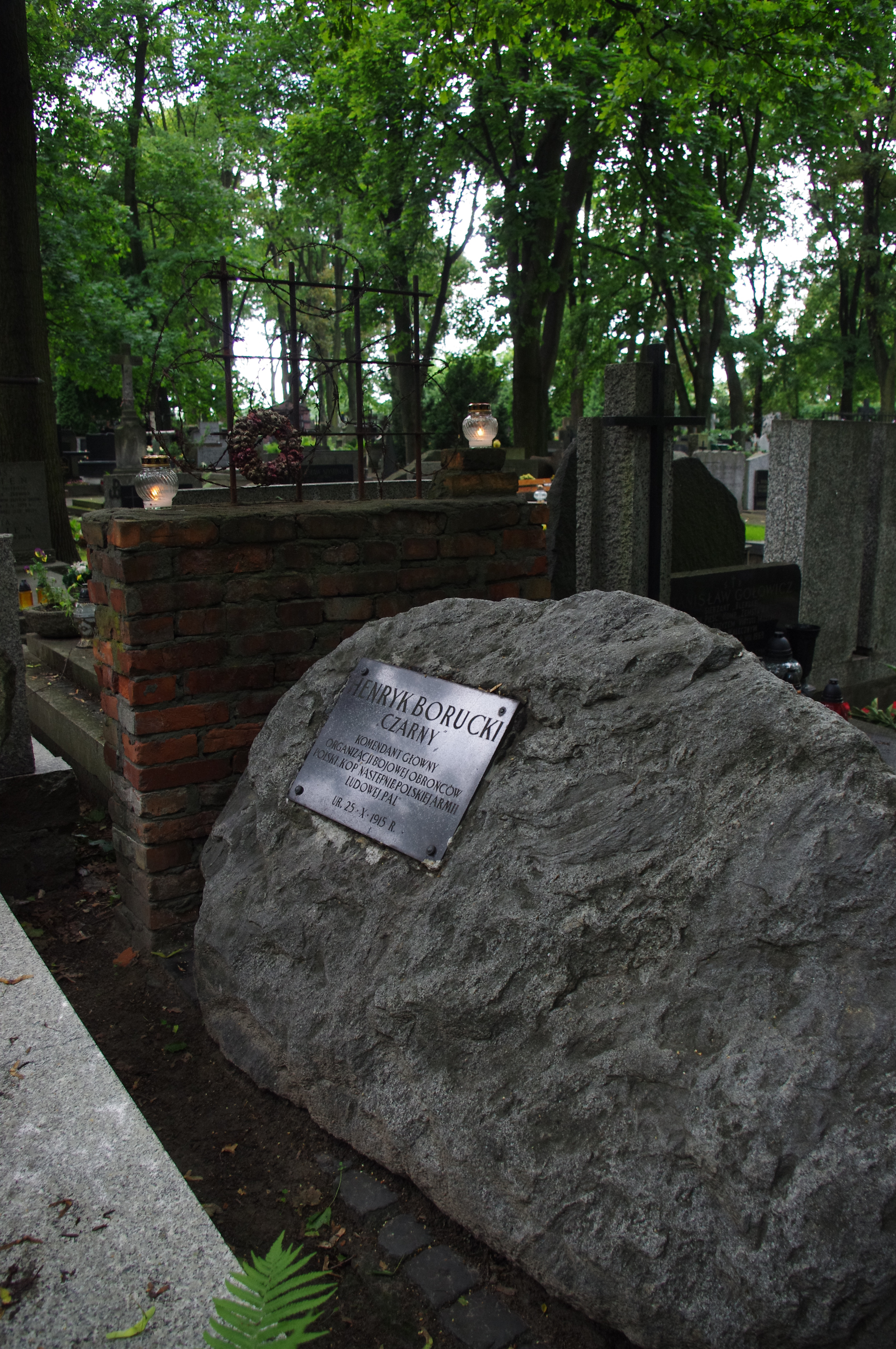
Grób gen. Henryka Boruckiego na Cmentarzu Wojskowym na Powązkach w Warszawie

Henryk Ewaryst Borucki przybrane nazwiska: Alfred Rawski, Maria Wysocka ps. „Czarny” (ur. 26 października 1913, zm. 10 czerwca 1969) – generał Polskiej Armii Ludowej.

## Życiorys
Henryk Borucki urodził się w Warszawie i był synem zawiadowcy kolejowego Władysława i Władysławy z domu Łoniewska. Uczęszczał do Gimnazjum Państwowego im. Władysława IV, w którym ukończył dwie klasy, a od stycznia 1928 do 3–klasowej Męskiej Szkoły Handlowej Koła Prażan, którą ukończył w czerwcu 1931. Studiował w Warszawie od lipca 1931 do stycznia 1933 na Wydziale Finansowo-Ekonomicznym Szkoły Nauk Politycznych. Ukończył również przy Politechnice Warszawskiej kurs Wojskowej Szkoły Gazowej. Referent wojskowy od 1933, a od 1936 był również referentem obrony przeciwlotniczej w Zakładach Amunicyjnych „Pocisk”. Był również głównym instruktorem Drużyn Ratowniczych PCK, a jego wykłady z lat 1933–1934 zostały zebrane w powielanej broszurze pt. „Gazy bojowe, obrona przeciwgazowa i ratownictwo zatrutych gazami bojowymi”.
Podczas kampanii wrześniowej 1939 roku był komendantem parku amunicyjnego Głównej Składnicy Uzbrojenia Nr 2 podczas obrony Warszawy. Od września 1939 działał w konspiracji. Występował często w czasie okupacji w kobiecym przebraniu i posługiwał się dokumentami na nazwisko Maria Wysocka, a mieszkał jako sublokator przy ul. Rakowieckiej 39a. W konspiracji był także współzałożycielem i przywódcą organizacji „Gwardia Ludowa”, która została utworzona na początku października 1939. Po jej połączeniu z Komendą Obrońców Polski był komendantem Okręgu Warszawa KOP od połowy października 1939, a w maju 1940, po śmierci mjr. Bolesława Studzińskiego „Bohdana Noteckiego”, objął stanowisko Komendanta Głównego KOP. Wchodził również w skład redakcji wydawanego już od 10 października 1939 pisma Polska Żyje, centralnego organu KOP. Według Michała Wiśniewskiego Borucki 14 września 1940 w przebraniu kobiecym uczestniczył w zbrojnym starciu z gestapowcami w lokalu kontaktowym KOP przy ul. Lwowskiej 1, natomiast według Tomasza Strzembosza ową, kobietą była Helena Kołacińska. 16 stycznia 1941 został aresztowany w mieszkaniu przy ul. Rakowieckiej 39a i przesłuchiwany w siedzibie Gestapo w alei Szucha, a w kwietniu osadzony na Pawiaku z którego zbiegł 3 marca 1942 razem m.in. z Tadeuszem Szpotańskim i mjr. Stanisławem Dobrskim, ale 9 czerwca został ponownie aresztowany przy ul. Koszykowej. Od dnia aresztowania był przez cały czas trzymany w siedzibie Gestapo w alei Szucha, a 17 stycznia 1943 zbiegł z transportu do obozu koncentracyjnego na Majdanku, z pociągu na odcinku między Otwockiem a Celestynowem.
W latach 1943–1945 był komendantem głównym Polskiej Armii Ludowej. Zgłosił się w styczniu 1945 do LWP, w którym pozostawał początkowo w dyspozycji Naczelnego Dowództwa, a w lutym został przydzielony do sztabu 1 Armii. 9 marca 1945 został aresztowany i osadzony w więzieniu mokotowskim w Warszawie, gdzie przez wiele lat czekał na proces. Wyrokiem Sądu Wojewódzkiego dla m.st. Warszawy został w 1954 skazany na 15 lat więzienia, a Sąd Najwyższy 11 stycznia 1955 wyrok ten utrzymał w mocy. 5 maja 1956 zwolniony z więzienia, a wyrokiem Sądu Wojewódzkiego dla m.st. Warszawy z 2 czerwca 1958 został uniewinniony.
Pracował od grudnia 1957 jako inspektor Centrali Gospodarczej Inwalidów Wojennych, a od czerwca 1958 do września 1959 kierownik Laboratorium Elektrotechniki i Koncentratów. Przewodniczący komitetu organizacyjnego Klubu Byłych Więźniów Politycznych Pawiaka, a w styczniu 1963 wybrany został przewodniczącym jego zarządu, a od czerwca wiceprzewodniczącym. Zmarł w Warszawie 10 czerwca 1969 i pochowany został na Cmentarzu Komunalnym (dawnym Wojskowym) na Powązkach (kwatera 18B-3-6).

## Awanse
- major – (1 stycznia 1940)[1],
- podpułkownik – (3 maja 1940),
- pułkownik (1 stycznia 1941),
- generał brygady (3 maja 1942)